# 坦博班巴
13°51′23″S 72°8′37″W / 13.85639°S 72.14361°W
坦博班巴（西班牙語：Tambobamba），是秘魯的城鎮，位於該國南部阿普里馬克大區，是科塔班巴斯省的首府，海拔高度3,250米，該地區的農業產量非常龐大。